# البويرة (الخليل)
البويرة، المعروفة أيضاً باسم عقبة إنجيله، هي قرية فلسطينية بمحافظة الخليل تقع إلى الشرق من مدينة الخليل في الضفة الغربية. وهي تقع بالقرب من المستوطنة الإسرائيلية «جفعات هارسينا» وشمالها. وهي من القرى المحتلة في حرب 1967.

## وصلات خارجية
- صورة جوية للقرية.